# Escola de idiomas

Filial da Wizard by Pearson sendo inaugurada em Maceió. A marca é a maior rede de escolas de idiomas do mundo, com mais de 1 200 unidades, e líder de mercado no Brasil.

Uma escola de idiomas ou escola de línguas é uma escola onde se estuda uma língua estrangeira. As escolas de idiomas têm, frequentemente, um caráter suplementar em relação à educação formal, com foco na competência comunicativa do aluno.

## Cursos
Os mais populares são os cursos de inglês, espanhol, japonês, alemão, francês, italiano e português para estrangeiros, porém existem diversas outras opções de línguas oferecidas. No Brasil, os idiomas com maior índice de procura são o inglês e o espanhol.

## Metodologia
A metodologia de ensino é baseada na abordagem comunicativa, onde são enfatizadas algumas habilidades dos alunos, que são a fala, a compreensão auditiva, a leitura e a escrita. As escolas de idiomas mantêm o foco desde o primeiro dia de aula na conversação, afinal, é isso que os alunos querem aprender. A maioria das escolas de idiomas engloba situações reais ao aprendizado, que variam dependendo da faixa etária de cada turma.

## Materiais utilizados
Algumas escolas de idiomas utilizam materiais importados das Editoras Oxford University Press, Pearson-Longman, MacMillan, Cambridge, entre outras (inglês), e Edelsa e Santillana (espanhol). Em sua maioria, as aulas são dinâmicas e, além de aulas complementares pela internet, o aluno geralmente conta com um plantão de dúvidas, biblioteca e laboratório multimídia.

## Certificações
Os cursos de idiomas no Brasil se enquadram na legislação brasileira na categoria Curso Livre, onde não se tem a obrigatoriedade de carga horária, disciplinas, tempo de duração e diploma ou certificado anterior.
A grande maioria das escolas de idiomas cria seu próprio certificado de conclusão de curso ou utiliza certificados com validade internacional. O Quadro Europeu Comum de Referência para Línguas é um parâmetro internacional linguístico criado na Europa que estabelece diferentes níveis de conhecimento em um determinado idioma.
Este certificado também serve como referência para diversas universidades e institutos de ensino que aplicam as provas de acordo com as normas estabelecidas. É importante certificar-se de que a escola de idiomas fornece certificado de conclusão reconhecido em vários países.